# Choh Hao Li
Choh Hao Li (parfois transcrit Cho Hao Li) ((zh); Hanyu pinyin: Lǐ Zhuōhào) (21 avril 1913—28 novembre 1987) est un biochimiste américain d'origine chinoise qui découvre en 1966 que l’hormone de croissance sécrétée par l’hypophyse pituitaire humaine (somatotropine) est une molécule chimique formée d'une chaîne de 191 acides aminés. En 1970 il parvient à synthétiser cette hormone, fabriquant ainsi la plus longue protéine synthétique de l'époque.

## Biographie
Li est né à Canton et fut formé à l’Université de Nankin. En 1935 il émigre aux États-Unis, et s'inscrit en troisième cycle à l'université de Californie à Berkeley dont il devient l'un des professeurs (en 1950). En 1955 il est élu membre de l'Academia Sinica, créée par la République de Chine.
Li consacre toute sa carrière à l'étude des hormones de la glande pituitaire chez l'homme. Avec ses collaborateurs, il réussit à isoler plusieurs hormones protéine, dont l’hormone adréno-corticotrophique (hormone corticotrope), qui stimule le cortex de la glande surrénale responsable de la sécrétion de corticoïdes. En 1956, Li et son équipe démontrent que l’hormone corticotrope est une chaîne moléculaire ordonnée de 39 acides aminés, et que tous les composants de la chaîne participent à sa fonction dans l'organisme.
Il isole une seconde hormone de la glande pituitaire, appelée hormone pro-mélanocyte (MSH) et découvre que non seulement cette hormone produit des effets similaires à ceux de l’hormone corticotrope, mais aussi qu'une partie de la chaîne de l'acide aminé de la MSH se retrouve dans l'hormone corticotrope.
En 1979 il est lauréat de la Médaille William-H.-Nichols.